# 496

Битва при Толбіаку 496 р.

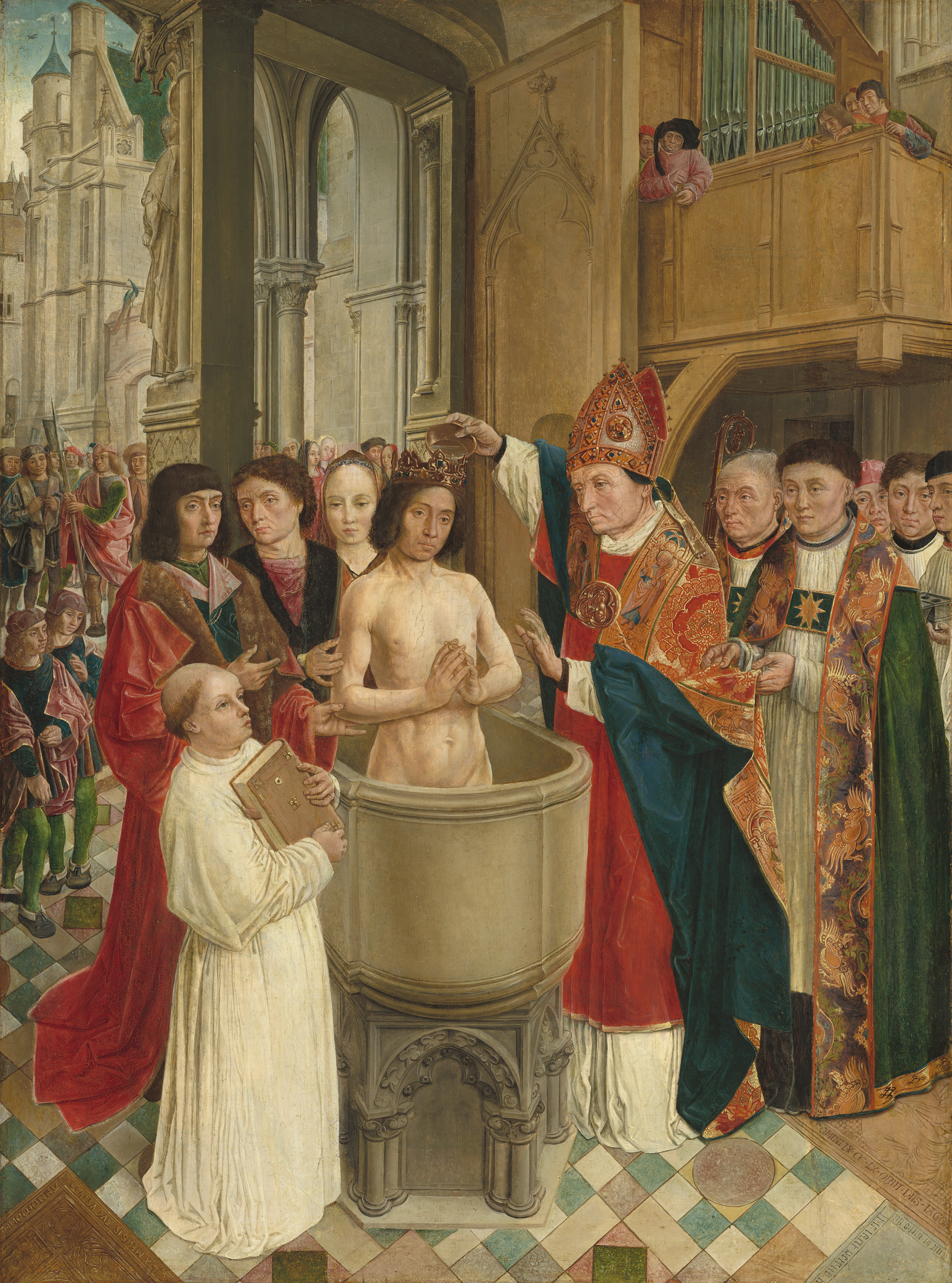
Картина «Хрещення Хлодвіга I» Майстра Святого Егідія

Раннє Середньовіччя. У Східній Римській імперії триває правління Анастасія I. На Апеннінському півострові розпочалося формування Остготського королівства Теодоріха Великого. У Європі існують численні германські держави, зокрема Іберію та південь Галлії займає Вестготське королівство, Північну Африку захопили вандали, утворивши Африканське королівство, у Тисо-Дунайській низовині утворилося Королівство гепідів. На півночі Галлії панують салічні франки, у Західній Галлії встановилося Бургундське королівство.
У Південному Китаї править династія Південна Ці, на півночі — Північна Вей. В Індії правління імперії Гуптів. У Японії триває період Ямато. У Персії править династія Сассанідів.
На території лісостепової України Черняхівська культура. Історики VI століття згадують плем'я антів, що мешкало на території сучасної України приблизно з IV сторіччя. У Північному Причорномор'ї центр володінь гунів, що підкорили собі інші кочові племена, зокрема сарматів, булгар та аланів.

## Події
- Візантійський імператор Анастасій I призначив константинопольським патріархом Македонія II.
- Король франків Хлодвіг I переміг алеманів у Битві при Толбіаку, убивши їхнього вождя та долучив їхні землі до Франкського королівства. Після перемоги Хлодвіг I обіцяв прийняти католицтво, вбачаючи у своєму успіху допомогу Бога.
- 25 грудня Хлодвіг у Реймсі прийняв християнство католицького спрямування, що зміцнило його позиції серед галло-римського населення підкорених земель та християнського духовенства.
- Королем Африканського королівства вандалів та аланів став Тразамунд.
- Розпочався понтифікат Папи Римського Анастасія II.
- 14 лютого — Папа Римський Геласій I замінив святкування язичницького свята Луперкалії на День святого Валентина.

## Померли
- Гунтамунд, король вандалів.
- Геласій I, Папа Римський.